# Ньянджа
(Чи)чева (ньянджа chichewa), также (чи)ньянджа — язык семьи банту, распространённый в Южной Африке, в окрестностях озера Ньяса. В Малави является одним из двух государственных языков, также встречается в Мозамбике, Замбии и Зимбабве. На востоке Замбии и в столице, Лусаке, «городской ньянджа» является лингва-франка. Число носителей — около 10 млн, 70 % из которых живут в Малави.

## О названии
Название языка может как включать приставку «чи», означающую класс языков (чичева, чиньянджа), так и опускать её (чева, ньянджа).
С 1968 года в Малави язык именуется чева, в других странах его называют ньянджа.

## Вопросы классификации
Чева входит в семью языков банту, которая, в свою очередь, относится к нигеро-конголезской макросемье. В составе семьи банту по системе Гасри имеет номер N31.
Родство чевы с языками помимо ньянджи спорно: в Этнологе чева-ньянджа — единственный язык группы N.3x, тогда как в библиографической базе Glottolog они объединены с малоизученным языком мвера-ньяса в ньянджейскую подгруппу группы сена-ньянджа.

### Ареал и численность
В Малави распространён в Центральной и Южной провинциях, 

### Диалекты
Благодаря языковым контактам и относительной географической изоляции некоторых групп говорящих у чева появились диалекты, выделяемые прежде всего по инновациям в просодии и фонологической вариативности.
Выделяется три крупных диалекта:
- южный (округа Зомба[англ.], Чирадзулу, Блантайр[англ.]),
- центральный (Дова, Нчиси, Лилонгве[англ.], Нчеу, Дедза[англ.] и Салима),
- восточный (Нкота-Кота, Ликома и Касунгу).

Центральный диалект лёг в основу литературного языка, выработанного после получения Малави независимости в 1964 году.

## Письменность
Используется модифицированный латинский алфавит, письменность создана в XIX веке. Алфавит, используемый в Мозамбике: A a, B b, C c, D d, Dz dz, E e, F f, G g, H h, I i, J j, K k, L l, M m, N n, Ng' ng' Ny ny, O o, P p, Pf pf, Ps ps, R r, S s, Sh sh, T t, Ts ts, U u, V v, W w, Wé wé, Y y, Z z.

## История языка
Исторически чева был языком государства, известного из португальских источников как Марави, и благодаря влиянию его правителей он распространился как лингва-франка. Однако британская колониальная администрация и миссионеры использовали на письме главным образом именно ньянджа, и эта политика была продолжена после провозглашения независимости Малави.

## Википедия на языке ньянджа
Существует раздел Википедии на языке ньянджа («Википедия на языке ньянджа»), первая правка в нём была сделана в 2004 году. По состоянию на 10:24 (UTC) 16 июля 2025 года раздел содержит 1082 статьи (общее число страниц — 5352); в нём зарегистрировано 11 862 участника, двое из них имеют статус администратора; 14 участников совершили какие-либо действия за последние 30 дней; общее число правок за время существования раздела составляет 48 079.

## Строй языка
Строй ньянджа типичен для языков банту: ему присущи агглютинация и синтетизм, развитая система именных классов (правда, локативные классы развиты слабо), сравнительно простая фонологическая система (при этом обращает на себя внимание наличие губно-губного щелевого [β] (орфографически ŵ), противопоставленного [w]), существование тонов.
Хорошо изучена интонация в диалекте чева, где она взаимодействует с синтаксической структурой, указывая на различные прагматические значения.
Ньянджа также присуща «стандартная» бантуская модель глагола; в глагольной словоформе выражается согласование с субъектом и объектом, различные видо-временные значения, а также актантные деривации, такие как каузатив, аппликатив, рефлексив и пассив (в словоформе ньянджа они следуют именно в этом порядке, что также является стандартом).